# Rosa Obradors i Rovira
Rosa Obradors i Rovira (Prats de Rei, 3 de maig de 1900 - 1973) va ser una pedagoga catalana, directora de l'Acadèmia Obradors de Manresa.
Filla de Pelai Obradors i Aloy i Francesca Rovira i Casanovas, nascuts a Santpedor, ella nasqué a Prats de Rei però des dels cinc anys va viure a Manresa.
Va escriure una Ortografia catalana. Llibre del mestre. Clau dels exercicis, editat el 1930 que incloïa un Vocabulari dels mots més usats i de difícil escriptura. El llibre s'edità per segona vegada com a Ortografia catalana, mètode pràctic el 1965 per l'editorial Cots. Va ser un llibre de referència, com demostra el fet Miquel Martí i Pol exposava que va aprendre català amb aquest llibre i un resum de gramàtica catalana de Pompeu Fabra.
La seva acadèmia estava agregada a l'Acadèmia Cots d'Antoni Cots i Trias; per tant, els seus alumnes podien obtenir titulacions oficials de càlcul mercantil i tenedoria de llibres passant només un examen a Barcelona. També s'hi podien cursar estudis de mecanografia, correspondència, francès, i solfeig. L'Acadèmia Obradors de Manresa va ser creada a començament dels anys 20 del segle xx com a centre per a noies. Al començament estigué ubicada al passeig de Pere III, número 44; però més endavant fou traslladada al carrer de Guimerà, 32.
En els anys de la República l'Acadèmia Obradors tenia unes 50 alumnes. Després de la guerra, va incrementar l'alumnat i va esdevenir mixta, amb nois i noies. Mantingué l'activitat fins als anys 40.